# Eupachygaster subtarsalis
Eupachygaster subtarsalis är en tvåvingeart som beskrevs av Nina Krivosheina 2004. Eupachygaster subtarsalis ingår i släktet Eupachygaster och familjen vapenflugor. Inga underarter finns listade i Catalogue of Life.